# Norodom Suramarit
Norodom Suramarit (Khmer: នរោត្តម សុរាម្រិត; 6. März 1896 in Phnom Penh – 3. April 1960 ebenda) war von 1955 bis zu seinem Tod 1960 König von Kambodscha.  Er wurde am 6. März 1955 zum König gekrönt, nachdem sein Sohn König Norodom Sihanouk am 2. März 1955 auf seinen Thron verzichtet hatte, um an den Parlamentswahlen des Landes teilnehmen zu können. Er war mit Sisowath Kossamak verheiratet, welche offiziell zur Königin ernannt wurde. Während seiner Regierungszeit stand er immer im Schatten seines Sohnes, der 1941 von der französischen Kolonialverwaltung zum König ernannt worden war.
Norodom Suramarit war ein Sohn von König Norodom. Als dieser 1904 starb, übernahm dessen Halbbruder Sisowath das Amt. Seit Kambodscha 1863 einen Vertrag mit Frankreich abgeschlossen hatte, war das Land französisches Protektorat. Die Franzosen beanspruchten das Recht für sich, den König zu bestimmen, und ernannten keines der Kinder von Norodom, sondern Sisowath, weil sie ihn für schwach und leicht beeinflussbar hielten. Nach dem Tod von Sisowath folgte ihm dessen Sohn Sisowath Monivong. Als dieser 1941 starb, hätte eigentlich Sisowath Monireth nach der Thronfolge König werden sollen. Aber die Franzosen entschieden sich für den 18-jährigen Sohn von Norodom Suramarit. Norodom Sihanouk wurde 1941 vom Vichy-Regime zum König ausgerufen. Frankreich spekulierte darauf, dass Sihanouk ein gefügiger Vasall Frankreichs sein würde, da sie ihn gegen die Thronfolge ernannt hatten. Doch Sihanouk hatte andere Pläne. Bereits im März 1945 hatte er unter japanischer Besatzung die Unabhängigkeit des Landes ausgerufen, nach der Kapitulation Japans aber im Oktober 1945 die Oberherrschaft Frankreichs wieder anerkannt. Nachdem die Franzosen Kambodscha 1954 in die Unabhängigkeit entlassen hatten, wollte König Sihanouk aktiv an der Politik des Landes teilnehmen. Deswegen verzichtete er auf den Thron und übergab das Amt an seinen Vater, um mit seiner neu gegründeten Partei, der Sangkum Reastr Niyum, der „Sozialistischen Volksgemeinschaft“, an den Parlamentswahlen teilnehmen zu können. Norodom Suramarit stand immer im Schatten seines Sohnes, welcher nach dem Tod seines Vaters 1960 wieder Staatsoberhaupt des Landes wurde.
Norodom Suramarit war der Großvater des heute regierenden Königs Norodom Sihamoni. Er wurde 1970 von seinem Cousin Sisowath Sirik Matak in einem unblutigen Putsch gestürzt. Dieser wiederum wurde auf Geheiß von Norodom Sihanouk am 21. April 1975 von den Roten Khmer als Verräter hingerichtet.